# Passatge Bernardí Martorell
El Passatge Bernardí Martorell és un conjunt arquitectònic situat als carrers de l'Hospital, 99 i de Sant Rafael, 18-20 del Raval de Barcelona, catalogat com a bé cultural d'interès local.

## Història

### Fàbrica d'indianes de Llorenç Roger i Cia
El 1792, els administradors de l'Hospital General de la Santa Creu va establir en emfiteusi una casa gran amb quatre portals i «eixida» al carrer de l'Hospital a Llorenç Roger, on aquest va instal·lar una fàbrica d'indianes sota la raó social Llorenç Roger i Cia. El 1797, Roger va demanar permís per a convertir-hi dues finestres en balcons i arrebossar la façana.
El 1798, el geòmetra Ignasi Mayans va adquirir en emfiteusi al noble Joan Josep de Portell i Càncer i al seu fill Ramon de Portell i d'Oms una parcel·la del seu hort entre la casa-fàbrica i el nou carrer de Sant Rafael. El 1803 va establir-ne una part a Roger, i el 1804, la resta amb front al carrer a Jaume Ferrer, on aquest va fer construir un edifici de planta baixa, entresol i quatre pisos (actual núm. 18) segons el projecte del mestre de cases Andreu Pedrerol.
El 1815 es va reconstituir la societat Llorenç Roger i Cia amb Jacinta Romanyà i de Gispert, Francesc Llopart i Canals, el corredor reial de canvis Ramon Xaudaró, Josep de Gispert i d'Anglí, hereu del seu pare Marià de Gispert i Augirot, i el notari Jaume Morelló i Mas, tutor dels fills menors d'aquest. Llorenç Roger va morir el 1818, essent succeït per la vídua Vicenta Clavera i la seva filla Antònia Roger i Clavera, casada amb Celestí Bruguera, i de Gispert i Morelló abandonaren la societat.

Projecte d'obertura dels carrers de Sant Rafael, Sadurní i Beat Oriol

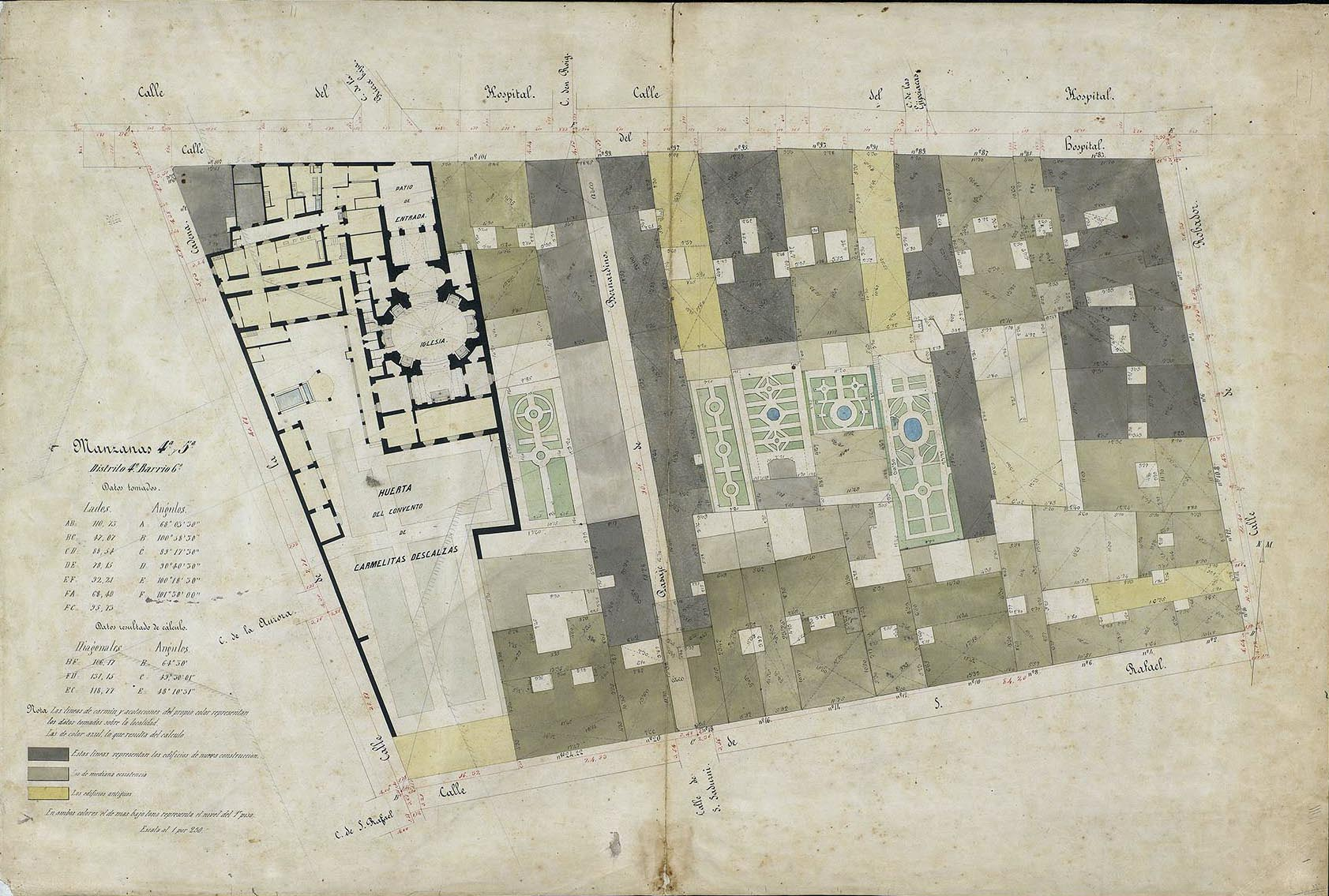
Quarteró núm. 99 de Garriga i Roca (c. 1860)

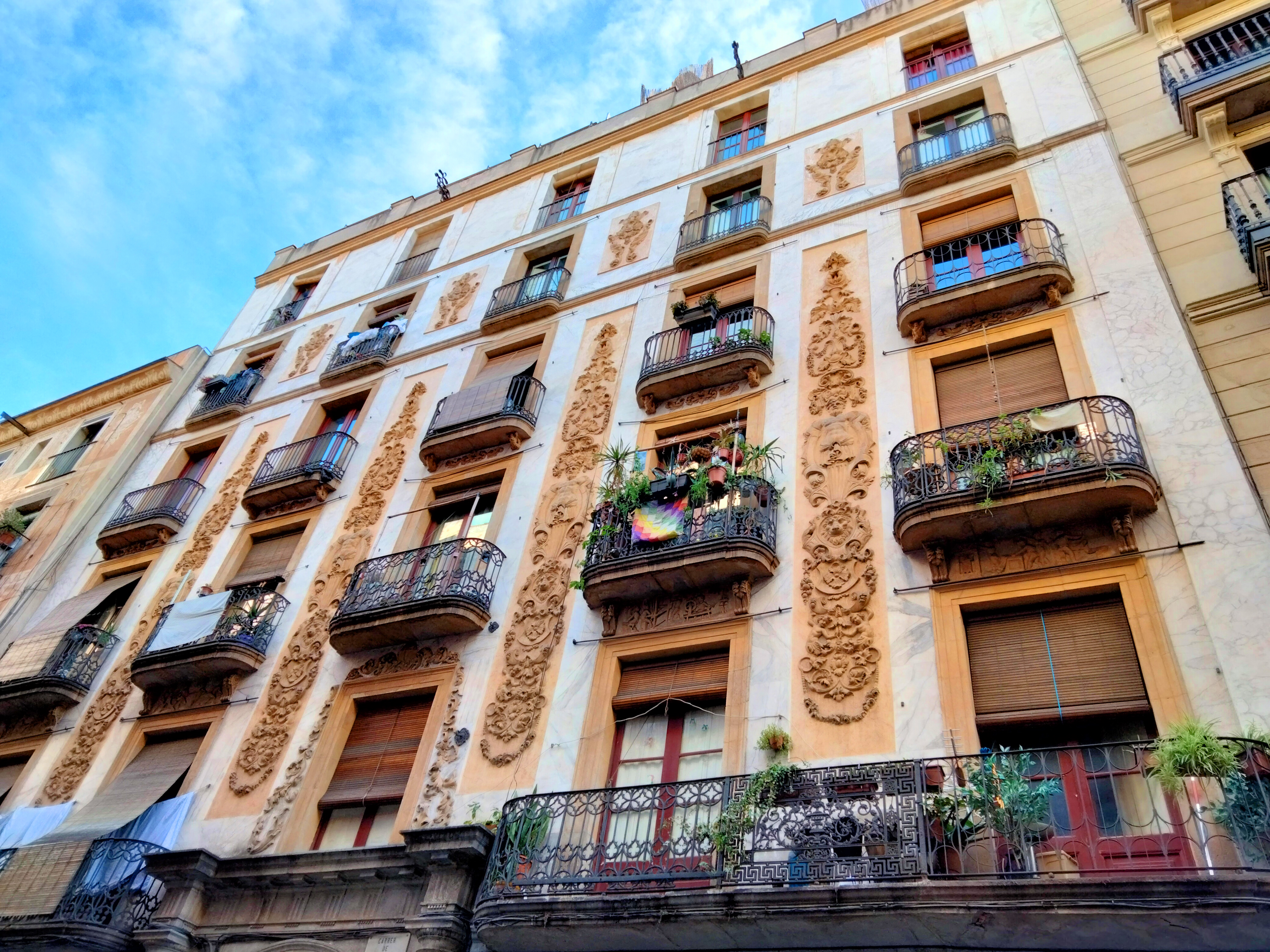
Detall de la façana del carrer de l'Hospital

### Fàbrica de teixits de Bernardí Martorell
El juliol del 1824, el fabricant de teixits de cotó Bernardí Martorell i Cortada arrendà la casa-fàbrica per cinc anys. La bona marxa del negoci li permeté adquirir la finca als socis de Llorenç Roger i Cia per 17.600 lliures barcelonines el 1828, i l'any següent, el mestre paleta Joan Campasol hi realitzà les primers reformes. El 1829 els va adquirir dues plomes d'aigua de la mina de Montcada, per la qual cosa va pactar amb el seu veí, el fuster Josep Botey i Soler, el pas de la canonada des del repartidor del carrer d'en Sadurní per la seva propietat, destinada a joc de pilota, a canvi de cedir-li mitja ploma, i el 1831 va demanar permís per a construir-la. El 1833, va adquirir en emfiteusi la finca de Botey, on faria construir un edifici de planta baixa, entresol i dos pisos (actual núm. 20), segons el projecte del mateix Campasol, que va cobrar un import de 8.317 lliures, 4 sous i 10 diners.
Segons el Padró de Fabricants del 1829, la fàbrica estava equipada amb 100 telers, i el 1835, afegí una filatura de cotó a la seva indústria, instal·lant-hi una màquina de vapor de 14 CV. El 1830, Bernardí Martorell ja ocupava el càrrec de vocal director de la Comissió de Fàbriques de Filats, Teixits i Estampats de Cotó, que agrupava els empresaris cotoners per a la defensa dels seus interessos. L'excel·lència de les seves peces fou reconeguda diferents vegades a l'Exposició Industrial de Madrid, on va obtenir la medalla de plata el 1827, confirmada el 1831, i la d'or el 1841. A la Guía de forasteros en Barcelona del 1842 figurava com a fabricant de filats i trenyines, teixits de cotó pur i amb mescla, i filats de cotó i de fil amb maquinària accionada per vapor, tot al carrer de l'Hospital, 50 (actual 99). El seu germà Josep (†1854) era tintorer de cotó vermell o d'Adrianàpoli i blanquejador i a les dècades del 1830 i 1840 era establert al carrer d'en Ferlandina, en unes instal·lacions llogades a Antoni Nadal i Vicent, fill d'Antoni Nadal i Darrer, actuant Bernardí com a fiador.
En el Cadastre del 1844, la fàbrica cotitzava amb 1.680 rals, només per sota dels industrials Jeroni Juncadella i Josep Serra i Marrugat, un velluter que havia fet una carrera fulgurant similar a la de Martorell. L'últim balanç és del 31 de desembre del 1846, data en què es donà per extingida. Segons Joan Amades, Martorell havia estat un «patró molt dur i cruel amb els obrers. Mai no havia volgut escoltar ni parlar de cap reclamació laboral, puix deia que no volia deshonorar-se les orelles ni la llengua, i que al treballador li bastava pa i ceba per viure», però que després de rebre amenaces de mort hauria tancat la fàbrica.

### Passatge
L'any 1848, Bernardí Martorell encarregà al mestre d'obres Pau Martorell i Roig la substitució de la casa-fàbrica pel conjunt de cases de veïns encara existents, configurant l'actual estructura de passatge. Així, l'edifici del carrer de l'Hospital fou enderrocat i reconstruït segons un projecte que no s'ha conservat, mentre que els dos de Sant Rafael es reformaren l'any següent. Segons una carta de pagament del 1851, les obres costaren un import de 79.387 lliures i 3 diners. La finca feia 1.097 m² i comprenia uns baixos amb 18 botigues, quatre entrades grans amb escales, cinc pisos amb 24 habitacions i un terrat, i hi visqueren diverses generacions de la família, com els seus fills Bernardí i Joan Martorell i Montells, el seu net Bernardí Martorell i Falp i el seu besnet Bernardí Martorell i Puig.

## Descripció
Es tracta d'un conjunt arquitectònic a través dels quals s'obre un passatge que comunica els carrers de Sant Rafael i de l'Hospital, on se situa l'edifici principal. Aquest està format per dos cossos units per mitjà d'un arc sobre el que també s'ha construït. Tot i així, l'estructura en alçat de la façana principal mostra una aparença compacta i comprèn planta baixa, tres plantes, un àtic i un segon àtic producte d'una remunta moderna. La planta baixa, acabada en pedra de Montjuïc, està configurada per quatre arcs escarsers que donen accés a les botigues i un arc de mig punt central que dona accés al passatge, on es troba el vestíbul de l'immoble. Aquest arc destaca per estar emmarcat de dues semicolumnes dòriques acanalades que sostenen un entaulament a base de tríglifs i mètopes. Aquesta obra neoclàssica, que alguns autors han datat erròniament vers el segle xvi, estava rematada anteriorment per dues escultures sedents dels déus Mart i Apol·lo, avui desaparegudes.
Les obertures, alineades en eixos verticals, presenten dimensions decreixents en alçada i es presenten emmarcades amb muntants i llindes de pedra motllurada i a platabandes. Els balcons, de volada decreixent i sostinguts sobre mènsules en forma de voluta de pedra i amb els angles arrodonits, es presenten tancats amb baranes de ferro colat amb una potent ornamentació en forma de traceria neogòtica. Els murs es presenten revestits amb un estuc que, per mitjà d'una bariada policromia, pren l'aspecte de carreus de marbre blanc amb betes grises. Tanmateix, l'element característic d'aquest edifici és la seva profusa ornamentació a base d'aplics de terracota en relleu inserits en quarterons verticals d'estuc entre balcó i balcó.
Les terracotes presenten forma de canelobres vegetals entrellaçats i de composició ascendent, a base d'amorets, caps de lleó, estípits en forma de faune, gerros i fulles d'acant. Les sobreportes dels balcons del principal també estan ornats a base de relleus de terracota, en aquest cas consistents en al·legories a la indústria tèxtil per mitjà d'escenes fabrils protagonitzades per infants.
L'àtic, separat de la resta de pisos per una cornisa motllurada que serveix de llosana als balcons ampitadors que l'obren al carrer, també està decorat amb relleus de terracota a base de garlandes florals. La façana queda rematada per un segon àtic afegit durant la primera meitat del segle xx, amb llurs balcons ampitadors sobre la cornisa que antigament definia la línia de la solera del terrat.